# Red team
Un red team o red force è un gruppo indipendente che esegue un attacco a un'organizzazione per studiarne le debolezze, al fine di migliorare l'efficacia della stessa. In questo modo, si mettono in discussione nozioni preconcette e si raggiunge una comprensione migliore dei problemi di sicurezza da mitigare, realizzando l'entità di informazioni sensibili, bias e pattern potenzialmente compromettenti che sono accessibili dall'esterno.

## Caratteristiche
Un red team impiega dei penetration test per testare la sicurezza delle organizzazioni, fornendo dei risultati più affidabili rispetto a delle analisi interne. La letteratura formale sui red team è relativamente limitata, ma i loro principi sono ripresi in diversi contesti e sono state proposte delle applicazioni in settori civili, come quello della ricerca scientifica.
Le agenzie di intelligence e i contractor privati, specialmente quelli che operano nel settore della difesa, fanno uso da molto tempo di red team. Negli Stati Uniti l'impiego di red team è aumentato significativamente a partire dal 2003, quando il Defense Science Review Board ne raccomandò l'impiego per prevenire il ripetersi di circostanze che resero possibili attentati come quelli dell'11 settembre 2001, portando alla nascita dell'Army Directed Studies Office nel 2004. Nel contesto dell'intelligence, il lavoro dei red team è talvolta noto come "analisi alternativa". Nelle simulazioni militari, si indica talvolta come red cell la fazione che simula il nemico, e spesso essa opera attività di red team e testa vari tipi di attacchi, anche con tecniche sconosciute alla fazione opposta. Nelle simulazioni militari statunitensi, ad esempio, la fazione che impersona la difesa statunitense è sempre riferita come Blue Team, e l'avversario come Red Team.
Nel contesto della sicurezza informatica, un red team è un gruppo di white hat che pone sotto attacco un'infrastruttura digitale con tecniche black hat, allo scopo di misurare l'efficacia delle sue misure di sicurezza ed individuare eventuali falle. Aziende come Microsoft eseguono regolarmente simulazioni con l'impiego di red team. Il Dipartimento della Difesa degli Stati Uniti d'America impiega red team per testare la sicurezza delle proprie infrastrutture informatiche. Tali red team sono  certificati dalla National Security Agency e accreditati presso lo United States Strategic Command, permettendo loro di operare attacchi sulle infrastrutture del DoD per individuarne eventuali vulnerabilità.